# On Fire (Mastercastle)
On Fire è il quarto album in studio del gruppo musicale Mastercastle, pubblicato il 19 aprile 2013 dalla casa discografica Lion Music
. L'album è stato registrato da Pier Gonella tra marzo 2012 e dicembre 2012 presso il MusicArt studio (Genova, Italia).
I brani sono stati composti tra marzo e agosto 2013.
È il primo album dopo l'entrata in formazione nella band del batterista italiamericano John Macaluso, noto per le sue collaborazioni con Yngwie Malmsteen, James Labrie, John Lynn Turner etc, il quale ha partecipato alla composizione ed alla registrazione. Questo è stato affermato dallo stesso Pier Gonella:
"...John ha donato alla band una grande energia perché quando ascolto' i nostri brani per la prima volta ne rimase molto colpito. Così ha partecipato al processo compositivo e la sua vasta esperienza è stata di grande aiuto per la produzione dell'album..."
John Macaluso ha riguardo ha dichiarato in una recente intervista: "...Sono molto felice e molto contento del risultato. Penso che sia il miglior album, sono molto soddisfatto dei suoni che abbiamo tirato fuori da ogni singolo strumento. Le mia tracce preferite sono “Quicksilver” e “Gold Violet” due pezzi incredibili..."

## Il disco
I testi sono scritti da Giorgia Gueglio. Stando alle sue dichiarazioni si tratta di una specie di "concept" album sui metalli e le loro alchimie, che sfocia in temi legati alla sensibilità umana ed alle nostre emozioni:
"...La mia idea iniziale era un concept sui metalli, il loro significato alchemico, la loro sdtoria e le leggende su di essi. Un argomento che può sembrare scolastico ma in realtà ha numerose possibilità di spaziare. Mentre scrivevo i testi e le melodie ho sentito questa decisione troppo restrittiva e ho deciso di tenere i metalli solo nei titoli e poi spaziare sulla natura umana, il calore e l'emozione e così ho portato i metalli ad alte temperature di fusione..."
L'album contiene due brani strumentali, entrambi cover.
La prima, The Final Battle, è stata scritta dal compositore tedesco Chris Hülsbeck, divenuta successivamente nota come colonna sonora del Videogames Turrican. La seconda, Almost a Fantasy, è un rifacimento della celebre n. 14 in do diesis minore op. 27,2 "Chiaro di luna") (1801). Il titolo di Almost a Fantasy (tradotto Quasi una fantasia fu scelto perché era il modo in cui lo stesso Ludwig van Beethoven era solito chiamarla.
Nella traccia Platinum è presente come ospite il cantante Roberto Tiranti.

## Tracce
1. Silver Eyes - 4:10 - (Gueglio, Gonella)
2. Chains - 4:55 - (Gueglio, Gonella)
3. Platinum - 4:20 - (Gueglio, Gonella)
4. Quicksilver - 3:30 - (Gueglio, Gonella)
5. Gold Violet  - 4:46 - (Gueglio, Gonella)
6. The Final Battle - 4:17 - (Gonella)
7. Leaden Roads - 4:40 - (Gueglio, Gonella, Vawamas)
8. Titanium Wings - 4:13 - (Gueglio, Gonella)
9. Almost a Fantasy - 3:59 - (Gueglio, Gonella)

## Formazione
- Giorgia Gueglio: voce
- Pier Gonella: chitarra
- Steve Vawamas: basso
- John Macaluso: batteria